# CHa-6
CHa-6 — мисливець за підводними човнами Імперського флоту Японії, який взяв участь у Другій світовій війні.
CHa-6 належав до серії допоміжних мисливців, споруджених з використанням можливостей малих суднобудівних підприємств. Ці кораблі мали дерев'яний корпус та при зникненні зацікавленості в них зі сторони збройних сил мали бути перетворені на риболовецькі судна.
Спорудження корпусу CHa-6 здійснили на верфі в Нісії (Nishii), а його оснащення озброєнням провели на верфі ВМФ у Куре.
З березня 1943-го корабель ніс службу в районі Саєкі (північно-східне узбережжя острова Кюсю).
У серпні 1943-го CHa-6 вирішили перевести до Океанії і 31 серпня він вийшов до Рабаула (головна передова база японців в архіпелазі Бісмарка, з якої вони провадили операції на Соломонових островах та сході Нової Гвінеї).
З 2 листопада по середину грудня 1943-го корабель, на якому в Рабаулі провадили ремонт машини, майже щодня брав участь у веденні зенітного вогню по ворожих літаках.
20—22 грудня 1943-го CHa-6 здійснив ескортний рейс з Рабаула до Кавієнга (друга за значенням японська база в архіпелазі Бісмарка, розташована на північному завершенні острова Нова Ірландія) та назад, при цьому в кожному напрямку він супроводжував два транспортні судна.
7 липня 1944-го CHa-6 перебував у районі на північний схід від Рабаула (який з лютого 1944-го перебував у блокаді союзників), де був торпедований підводним човном та потоплений.